# Paul Jordaan
Pour les articles homonymes, voir Jordaan (homonymie).
Pas d'image ? Cliquez ici

a Compétitions nationales et continentales officielles uniquement.

b Matchs officiels uniquement.
Dernière mise à jour le 9 juin 2019.
Paul Jordaan, né le 1er avril 1992 à Somerset East (Afrique du Sud), est un joueur de rugby à sept et de rugby à XV sud-africain. Il évolue au poste de centre ou  d'ailier avec le Stade rochelais en Top 14.

## Carrière
En 2016, il signe un contrat de deux ans en faveur du Stade rochelais. 
En 2017, il prolonge son contrat d'une année, le liant avec le club jusqu'en 2019. En janvier 2018, il prolonge son contrat jusqu'en 2021. Le club décide en juin 2019 de mettre fin à son contrat qui courait jusqu'en 2021.